# Pueblo (diari)
Pueblo fou un diari vespertí madrileny editat durant el franquisme, propietat dels sindicats verticals del règim, on es van formar molts dels periodistes que portarien a terme la renovació de la premsa durant la Transició espanyola. El diari Pueblo va ser un dels tres més importants de l'època a Espanya.
La major part de la informació que donava eren successos i esports. Les pàgines d'opinió, malgrat ser un diari conservador, són considerades una pedrera de dissidents, ja que en elles s'introduïen dissimuladament idees contràries al règim. Entre 1952 i 1974 la direcció va estar a càrrec d'Emilio Romero, els articles del qual, il·lustrats amb un gall, es van fer popularment coneguts com els "gallitos". Pilar Narvión va ser designada corresponsal a Roma el 1956, després va anar a París i va arribar a ocupar el càrrec de Sotsdirectora. En el diari Pueblo van treballar altres periodistes com José María García, Arturo Pérez-Reverte, Antonio Fraguas de Pablo, Rosa Montero, Rosa Villacastín, José María Carrascal, Jesús Hermida, Raúl del Pozo, Yale, Javier Reverte, Tico Medina, Mery Carvajal, Carmen Rigalt i Jesús María Amilibia, entre d'altres.
Es diu que, en el diari, no importava la ideologia política (mentre passés la censura); l'important era saber escriure bé, i estar disposat a realitzar jornades maratonianes de treball. Amb l'arribada de la Transició, el diari es va dissoldre, i molts dels seus periodistes, dirigits per Emilio Romero, van participar en el que semblava que seria el seu successor com a diari de referència, La Jaula. No obstant això, aquest projecte va fracassar, com ho faria el posterior intent de Romero de ressuscitar El Imparcial.